# Poblenou (Metro Barcelona)
Poblenou (katalanisch für Neues Dorf) ist der Name einer unterirdischen Station der Metro Barcelona. Sie befindet sich im Zentrum des gleichnamigen Viertels Poblenou im Stadtbezirk Sant Martí. Die Station wird von der Metrolinie 4 bedient. Es besteht Umsteigemöglichkeit zu vier Buslinien an der oberirdischen Haltestelle.
Die Station wurde 1977 im Zuge der Eröffnung der östlichen Verlängerung der Linie 4 in Betrieb genommen. Diese wurde damals von der Station Barceloneta bis nach Selva de Mar verlängert. Bis 1982 trug die Station den spanischen Namen "Pueblo Nuevo", der inhaltlich mit dem heutigen identisch ist. 